# Rune Dahlén
Rune Birger Dahlén, född den 15 augusti 1935 i Uppsala församling i Uppsala län, är en svensk militär och ämbetsman.

## Biografi
Dahlén tog officersexamen 1959 och blev samma år fänrik vid Göta livgarde 1959. Han befordrades till löjtnant 1961 och kapten 1967. Åren 1971–1973 var han detaljchef vid Arméstaben och befordrades 1972 till major i generalstabskåren. Han var avdelningsdirektör vid Planbyrån på Civilförsvarsstyrelsen 1973–1976 och försvarsdirektör i Skaraborgs län 1976–1978. Han var därefter byråchef vid Civilförsvarsstyrelsen 1978–1982 och byråchef vid Försvarsdepartementet 1982–1986. Åren 1986–1991 var han avdelningschef och ställföreträdande generaldirektör vid Statens räddningsverk samt 1991–2000 kanslichef hos civilbefälhavaren i Mellersta civilområdet.
Rune Dahlén invaldes 1986 som ledamot av Kungliga Krigsvetenskapsakademien.